# Rony Agustinus
Rony Agustinus (* 7. Oktober 1978) ist ein indonesischer Badmintonspieler. 

## Karriere
Rony Agustinus belegte 1998 bei den Hongkong Open Platz fünf gefolgt von Platz drei bei den Südostasienspielen 1999. Bei der Asienmeisterschaft 2000 gewann er Silber und 2001 noch einmal Bronze bei den Südostasienspielen. Dritte Plätze konnte er auch bei den Swiss Open 2002 und den Indonesia Open 2002 erkämpfen.

## Sportliche Erfolge
| Saison | Veranstaltung      | Disziplin    | Platz | Name           |
| ------ | ------------------ | ------------ | ----- | -------------- |
| 1998   | Hongkong Open      | Herreneinzel | 5     | Rony Agustinus |
| 1999   | Südostasienspiele  | Herreneinzel | 3     | Rony Agustinus |
| 2000   | Asienmeisterschaft | Herreneinzel | 2     | Rony Agustinus |
| 2001   | Südostasienspiele  | Herreneinzel | 3     | Rony Agustinus |
| 2002   | Swiss Open         | Herreneinzel | 3     | Rony Agustinus |
| 2002   | Indonesia Open     | Herreneinzel | 3     | Rony Agustinus |